# Reprezentacja Finlandii na Mistrzostwach Świata w Narciarstwie Klasycznym 2007
Reprezentacja Finlandii na Mistrzostwach Świata w Narciarstwie Klasycznym 2007 liczyła 29 sportowców. Reprezentacja ta zdobyła 5 złotych medali, dzięki czemu zajęła 2. miejsce (za reprezentacją Norwegii) w klasyfikacji medalowej.

## Medale
Złote medale
- Biegi narciarskie, sprint drużynowy: Virpi Kuitunen, Riitta-Liisa Roponen
- Biegi narciarskie, sztafeta 4 × 5 km: Virpi Kuitunen, Aino-Kaisa Saarinen, Riitta-Liisa Roponen, Pirjo Manninen
- Biegi narciarskie, 30 km: Virpi Kuitunen
- Kombinacja norweska, sprint 7,5 km: Hannu Manninen
- Kombinacja norweska, sztafeta 4 × 5 km: Anssi Koivuranta, Janne Ryynänen, Jaakko Tallus, Hannu Manninen

 Srebrne medale
- Skoki narciarskie, duża skocznia indywidualnie: Harri Olli

 Brązowe medale
- Biegi narciarskie, sprint: Virpi Kuitunen
- Kombinacja norweska, 15 km: Anssi Koivuranta

## Wyniki

### Biegi narciarskie mężczyzn
Sprint
- Matias Strandvall – 9. miejsce
- Kalle Lassila – 11. miejsce
- Lauri Pyykönen – 13. miejsce

Sprint drużynowy
- Ville Nousiainen, Sami Jauhojärvi – 9. miejsce

Bieg na 15 km
- Juha Lallukka – 11. miejsce
- Ville Nousiainen – 18. miejsce
- Teemu Kattilakoski – 27. miejsce
- Tero Similä – 43. miejsce

Bieg na 30 km
- Sami Jauhojärvi – 16. miejsce
- Ville Nousiainen – 24. miejsce
- Tero Similä – 28. miejsce

Bieg na 50 km
- Ville Nousiainen – 10. miejsce
- Sami Jauhojärvi – 13. miejsce
- Tero Similä – 22. miejsce

Sztafeta 4 × 10 km
- Ville Nousiainen, Sami Jauhojärvi, Juha Lallukka, Teemu Kattilakoski – 6. miejsce

### Biegi narciarskie kobiet
Sprint
- Virpi Kuitunen – 3. miejsce, brązowy medal
- Pirjo Manninen – 7. miejsce
- Mona-Liisa Malvalehto – 12. miejsce
- Aino-Kaisa Saarinen – 18. miejsce

Sprint drużynowy
- Virpi Kuitunen, Riitta-Liisa Roponen – 1. miejsce, złoty medal

Bieg na 10 km
- Riitta-Liisa Roponen – 7. miejsce
- Milla Saari – 33. miejsce

Bieg na 15 km
- Riitta-Liisa Roponen – 5. miejsce
- Aino-Kaisa Saarinen – 6. miejsce
- Pirjo Manninen – 15. miejsce
- Virpi Kuitunen – nie ukończyła

Bieg na 30 km
- Virpi Kuitunen – 1. miejsce, złoty medal
- Aino-Kaisa Saarinen – 4. miejsce

Sztafeta 4 × 5 km
- Virpi Kuitunen, Aino-Kaisa Saarinen, Riitta-Liisa Roponen, Pirjo Manninen – 1. miejsce, złoty medal

### Kombinacja norweska
Sprint HS 134 / 7,5 km
- Hannu Manninen – 1. miejsce, złoty medal
- Anssi Koivuranta – 4. miejsce
- Jouni Kaitainen – 14. miejsce
- Janne Ryynänen – 17. miejsce

HS 100 / 15.0 km metodą Gundersena
- Anssi Koivuranta – 3. miejsce, brązowy medal
- Hannu Manninen – 6. miejsce
- Jaakko Tallus – 11. miejsce
- Ville Kähkönen – 14. miejsce

Kombinacja drużynowa
- Anssi Koivuranta, Janne Ryynänen, Jaakko Tallus, Hannu Manninen – 1. miejsce, złoty medal

### Skoki narciarskie
Normalna skocznia indywidualnie HS 100
- Janne Ahonen – 14. miejsce
- Matti Hautamäki – 15. miejsce
- Arttu Lappi – 22. miejsce
- Harri Olli – 31. miejsce

Duża skocznia indywidualnie HS 134
- Harri Olli – 2. miejsce, srebrny medal
- Janne Ahonen – 6. miejsce
- Arttu Lappi – 11. miejsce
- Matti Hautamäki – 18. miejsce
- Janne Happonen – 37. miejsce

Duża skocznia drużynowo HS 134
- Arttu Lappi, Matti Hautamäki, Harri Olli, Janne Ahonen – 4. miejsce